# Sterculia guapayensis
Sterculia guapayensis là một loài thực vật có hoa trong họ Cẩm quỳ. Loài này được Cuatrec. miêu tả khoa học đầu tiên năm 1952.